# أكاديمية شاو
أكاديمية شاو (بالإنجليزية: Shaw Academy)‏ هي منظمة تعليم عن بعد، مكتبها الرئيسي في دبلن بأيرلندا، تقدم دورات تفاعلية مباشرة في مجموعة كبيرة من المناهج مثل: التصوير، والإدارة المالية، والغذاء، والتسويق المالي، والبرمجة والعديد من المواد الأخرى.

## التاريخ
أنشأها جايمس إيغان وأدريان مورثي في عام 2013، في شهر كانون الثاني عام 2016 أصبحت تقوم بالتدريس لـ 55 ألف طالب كل شهر، وفي نوفمبر من نفس السنة أصبحت تقوم بالتدريس لـ 400 ألف طالب كل شهر، وقامت بتعليم أكثر من 1.84 مليون طالب.

## روابط خارجية
- الموقع الرسمي